# Cornellà de Conflent
Cornellà de Conflent ([kurnə'ʎaðəkuɱ'flen], en francès, Corneilla-de-Conflent) és un poble, cap de la comuna del mateix nom, de la comarca del Conflent, a la Catalunya del Nord.

## Etimologia
El topònim compost de Cornellà de Conflent necessita una explicació doble. D'una banda, Cornellà, que procedeix del nom propi llatí Cornelius a través del derivat Cornelianus (de Corneli). De l'altra, de Conflent, que fa referència al lloc on està emplaçat el poble, la comarca del Conflent.

## Geografia

### Localització i característiques generals del terme

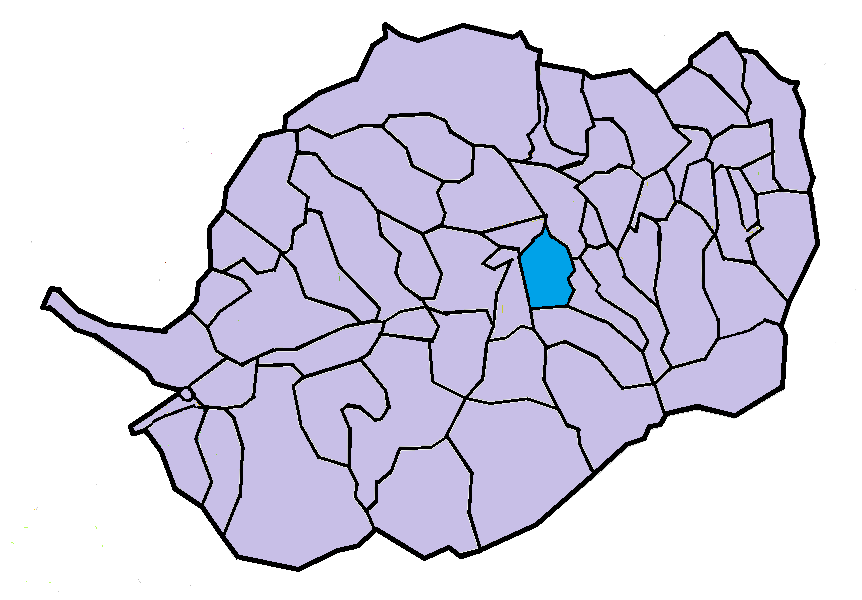
Situació de la comuna de Cornellà de Conflent a la seva comarca

El terme comunal de Cornellà de Conflent, de 110.200 hectàrees d'extensió, és situat al centre de la comarca del Conflent, en una zona on arriben els darrers contraforts septentrionals del Massís del Canigó. Conforma el terme comunal la vall baixa del Cadí, amb la del seu afluent per la dreta, la Ribera de Fillols, anomenada Ribàs a Cornellà de Conflent, i un altiplà que ocupa gairebé el terç nord-est del terme, format per la carena que separa els afluents del Cadí, a ponent, dels del Còrrec de Cirac, a llevant. Aquestes carenes són altiplans calcaris que no depassen els 1.000 m alt a l'est, a la separació de la vall de Cornellà de Conflent de la de Cirac, ni els 700 a l'oest, en la carena que la separa de la de Fullà.
El poble, a 550 m alt, és al sud del terme, a l'indret on s'eixampla la vall i permet l'ús agrícola de la terra. La part nord del terme, on el Cadí passa a menys altitud, la vall s'estreny considerablement, i no deixa espai per a pràcticament res més que el mateix riu i la carretera que el ressegueix. En el punt de sortida de la Tet del terme cornellanenc es dona el punt més baix del terme: 403,9 m alt.
Termes municipals limítrofs:
|       | Vilafranca de Conflent / Fullà | Rià i Cirac |
| Fullà |                                | Fillols     |
|       | Vernet                         |             |

### El poble de Cornellà de Conflent

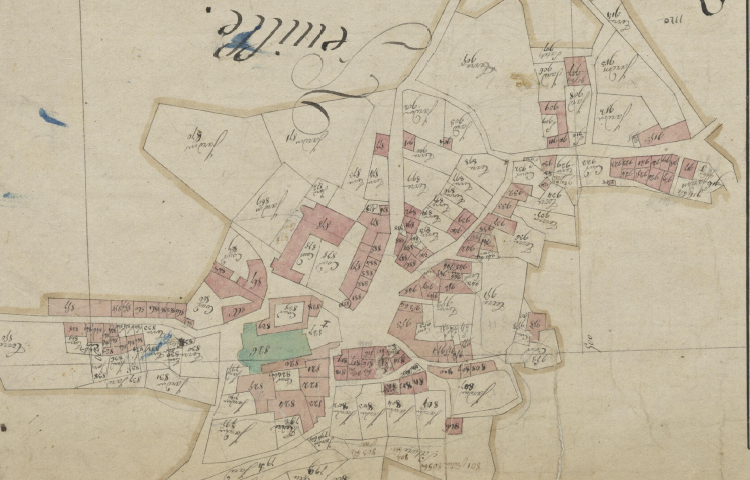
Cornellà de Conflent en el Cadastre napoleònic del 1812 (Arxius Departamentals dels Pirineus Orientals)

Està situat en una plana entre la Ribera de Fillols i el Sant Vicenç, lleugerament aturonat i presidit per l'actual església parroquial i antic priorat de canonges augustinians de Santa Maria de Cornellà de Conflent, bell exemplar del romànic dels segles xi i xii. La façana occidental del temple s'obre a una gran plaça presidida per un gran om, que fou el 1792 l'arbre de la llibertat. En el seu entorn hi ha vestigis dels edificis del priorat, així com dels dos claustres que hi va haver.
Actualment repartir entre tres propietats particulars diferents, hi ha també en el poble el Palau comtal de Cerdanya, o Castell de Cornellà de Conflent, del qual es conserven restes importants, com panys de muralla sencers i la capella de Santa Maria, també romànica. És quasi del tot desapareguda, en canvi, la de Sant Jaume de Camarola, que distava un centenar de passes del castell.

### Molleres
Actualment reduït a una simple partida del terme, Molleres havia estat en el seu moment un petit poble dependent de Cornellà de Conflent. Estava situat a l'extrem oriental del terme, just al nord de la seva zona central, a la vall del Còrrec de Cirac, a la seva riba esquerra.

### Sant Climent de Sagamà, o de la Serra
La petita capella de Sant Climent de la Serra, o de Sagamà, és a l'extrem occidental del terme, a l'alçada de l'extrem nord del poble de Cornellà de Conflent, dalt de la carena que separa els termes de Fullà i de Cornellà de Conflent.

### Els dòlmens de Cornellà de Conflent
En el terme cornellanenc es conserven dos dòlmens: el Dolmen de Cobartorat, el Dolmen del Serrat d'en Perot, en indrets diversos del terme, però amb un punt en comú: un lloc enlairat, normalment amb vista panoràmica.

### Les coves
En el terme cornellanenc, sobretot en el sector nord, hi ha coves importants. Una d'elles és les Coves de les Canaletes, situada molt a prop de Vilafranca de Conflent, per la qual cosa és un dels motius d'atracció turística d'aquella vila. Al sector nord-est hi ha també les Coves d'en Bullà, que contenen jaciments prehistòrics. Una d'elles, la Cova del Mig, va posar al descobert fins a tres nivells diferets de jaciments del mosterià.

### Els masos del terme
El territori de Cornellà de Conflent contenia una bona quantitat de masos, antigament. Se'n conserven alguns: Mas Bover, o Mas Regalat, antigament Mas d'en Mossort, Mas Camó, abans d'en París, Mas Créange, Mas de la Fam, Mas del Noi, abans d'en Vicenç, Mas dels Alabau, Mas d'en Queia, Mas Fondant, Mas Llec, abans d'en Queia, Mas Margall, Mas Quesnel i el mas anomenat Molí d'en Margall, abans d'en París. N'hi ha alguns en ruïnes, com el Mas dels Pallers, i d'altres de desapareguts, dels quals es conserva només el nom: Colomer Pericot, el Mas Anglada, el Mas Colomer, el Mas d'en Mossort, el Mas d'en París i el Mas Jampí. Hi ha alguns cortals, com el Cortal de les Baixes, abans Cortal Restany, el Cortal d'en Jampí, el d'en París, el Cortal Illes i l'Orri d'en Bullà, o Cortal de l'Apatxe. També alguns són noms antics, com el Cortal d'en Soler.
D'altres edificacions aïllades del terme de Cornellà de Conflent són els Forns del Mener, ara abandonats, la Redubta i la Teuleria, abans Teuleria d'en Restany. També queden apartats del poble la capella de Sant Climent de la Serra, o de Sagamà, migpartida entre Fullà i Cornellà de Conflent, el Castell de Sant Climent, el Cementiri de Vilafranca de Conflent, que és en terme de Cornellà de Conflent, el Cementiri, el càmping de les Closes, el Pont Vell, l'Oratori de Sant Cristòfol, i els Tallers Municipals, situats a l'antiga Cooperativa cornellanenca. Cal esmentar també els dòlmens de Cobartorat, damunt del límit amb Fullà, i el del Serrat d'en Perot, a més dels túmuls existents en aquests mateixos llocs.

### Hidrologia

#### Cursos d'aigua
Sens dubte, el principal curs d'aigua de Cornellà de Conflent és el Cadí, amb el seu afluent, la Ribera de Fillols, que rep en aquest terme el nom de Ribàs. A l'extrem oriental del terme hi ha el Còrrec de Cirac, amb tres afluents per l'esquerra que procedeixen del terme de Cornellà de Conflent: el Còrrec de la Cogollera, el de la Berjoana, amb el d'en Sagí, i el de la Vinya Planera.
L'entrada del Cadí, o Riu Major, en el terme de cornellanenc es produeix a l'extrem sud-oest de la comuna, i segueix paral·lel al límit occidental del terme, a prop seu. Deixa a la dreta el Mas Fondant i a l'esquerra el Mas del Noi i el Mas Camó, passa ran del Molí d'en Margall, que queda a llevant del Cadí, més al nord passa a prop del Castell de Sant Climent i el Mas d'en Queia (a l'esquerra del riu), prop d'on hi ha la Resclosa, després entre el Mas Bover (esquerra) i el Mas d'en Mossort i el Mas d'en París (dreta). En aquest tram el poble de Cornellà de Conflent resta a llevant del Cadí, una mica allunyat. Rep per la dreta la Ribera de Sant Vicenç, procedent de Vernet, que recull el Còrrec de les Planes dins del terme de Cornellà de Conflent, i el Ribàs, o Ribera de Fillols, que ve d'aquest poble i dins del terme cornellanenc rep per la dreta els còrrecs de Morcarà, de Salloberes i del Bosc del Prior, i el Còrrec de les Cases per l'esquerra. Per l'esquerra rep els còrrecs del Mas Bover, del Corbatorat i del Prat d'en Palau, i per la dreta, més al nord del Ribàs, els del Rovinell, de les Queroles, del Serrat i dels Clots, abans, de Cal Fontalina, fins que s'aboca en la Tet just a l'extrem est de Vilafranca de Conflent.
Al nord del terme hi ha dos còrrecs que desguassen directament en la Tet: el Còrrec de Boera i el de la Trencada d'en Bullà.

#### Canals d'irrigació
En el terme cornellanenc hi ha alguns canals d'irrigació, sobretot al nord-oest del poble: Rec dels Cotius, Rec de Salloberes, Rec de Boera, Rec de Cirac, o de les Molleres, Rec del Molí, Rec del Turó, Rec de Sant Pere i Rec Vell de Sant Pere. Cal esmentar, com a complement d'aquests recs, la Resclosa, situada al Cadí i la Rescloseta, al Còrrec de Cirac.

### Evolució de la població

Població 1962-2008

### Adscripció cantonal

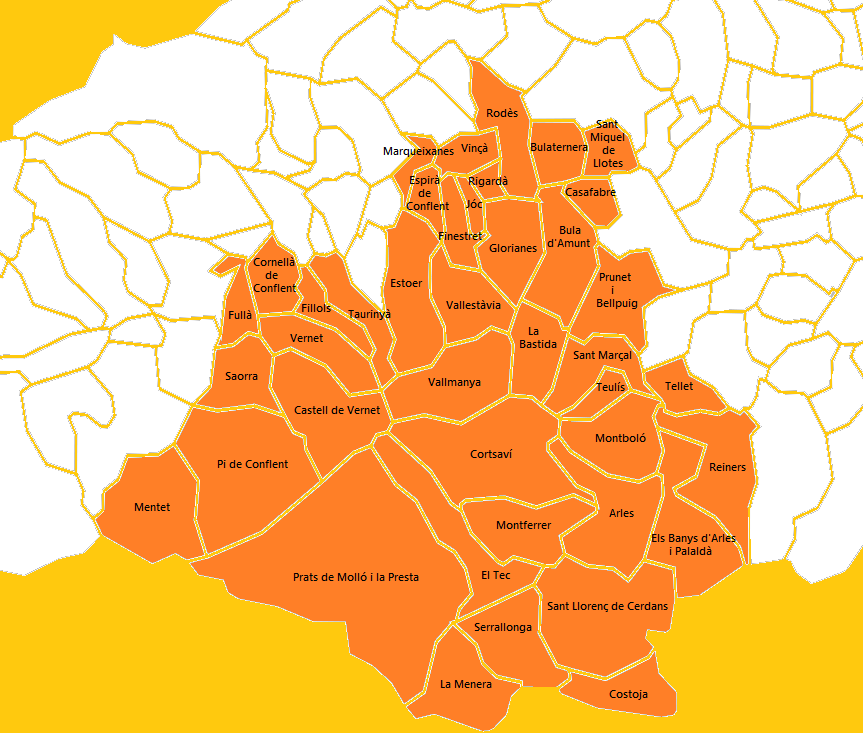
Mapa del Cantó del Canigó

## Llocs i monuments

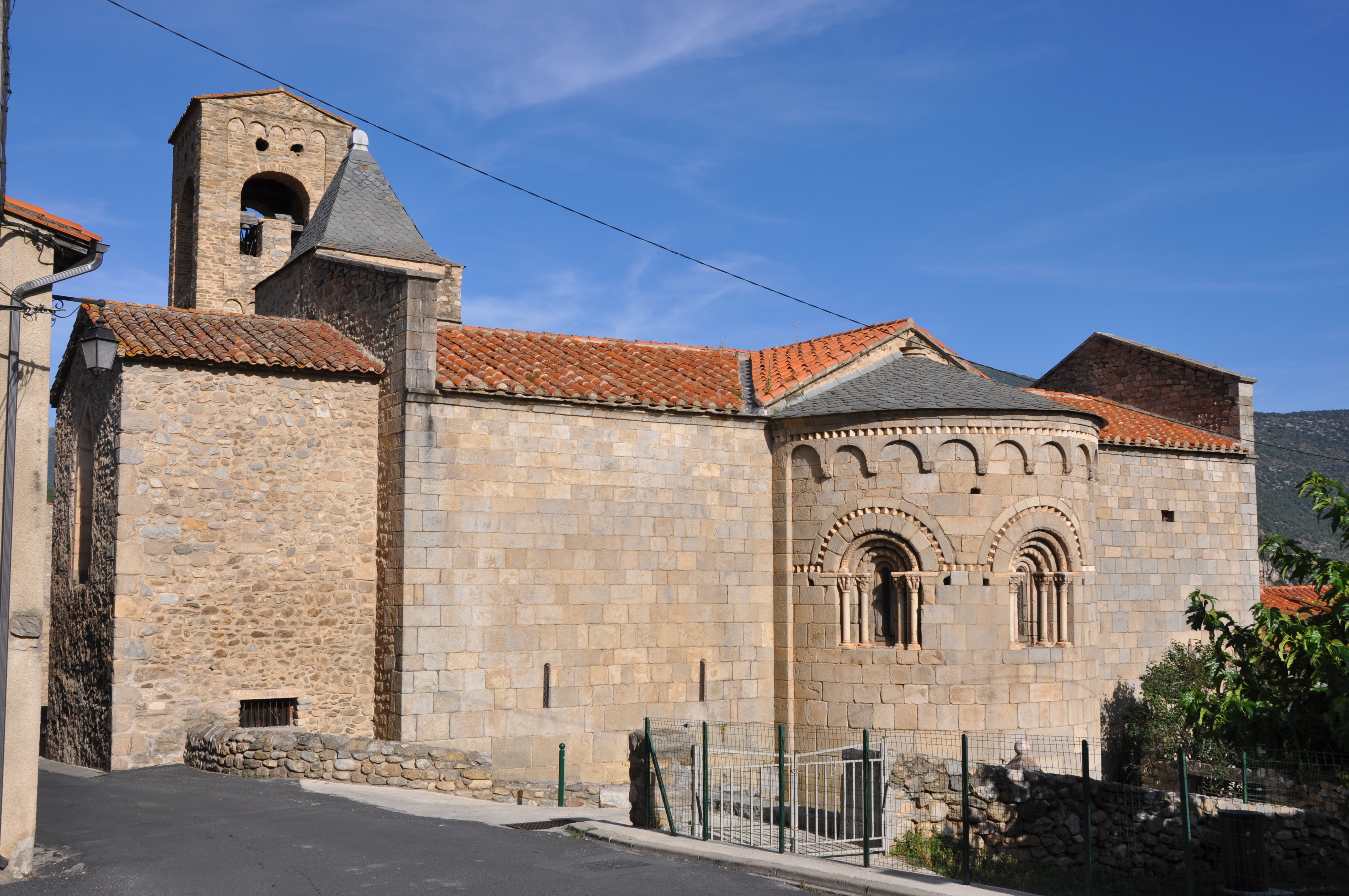
Santa Maria de Cornellà de Conflent
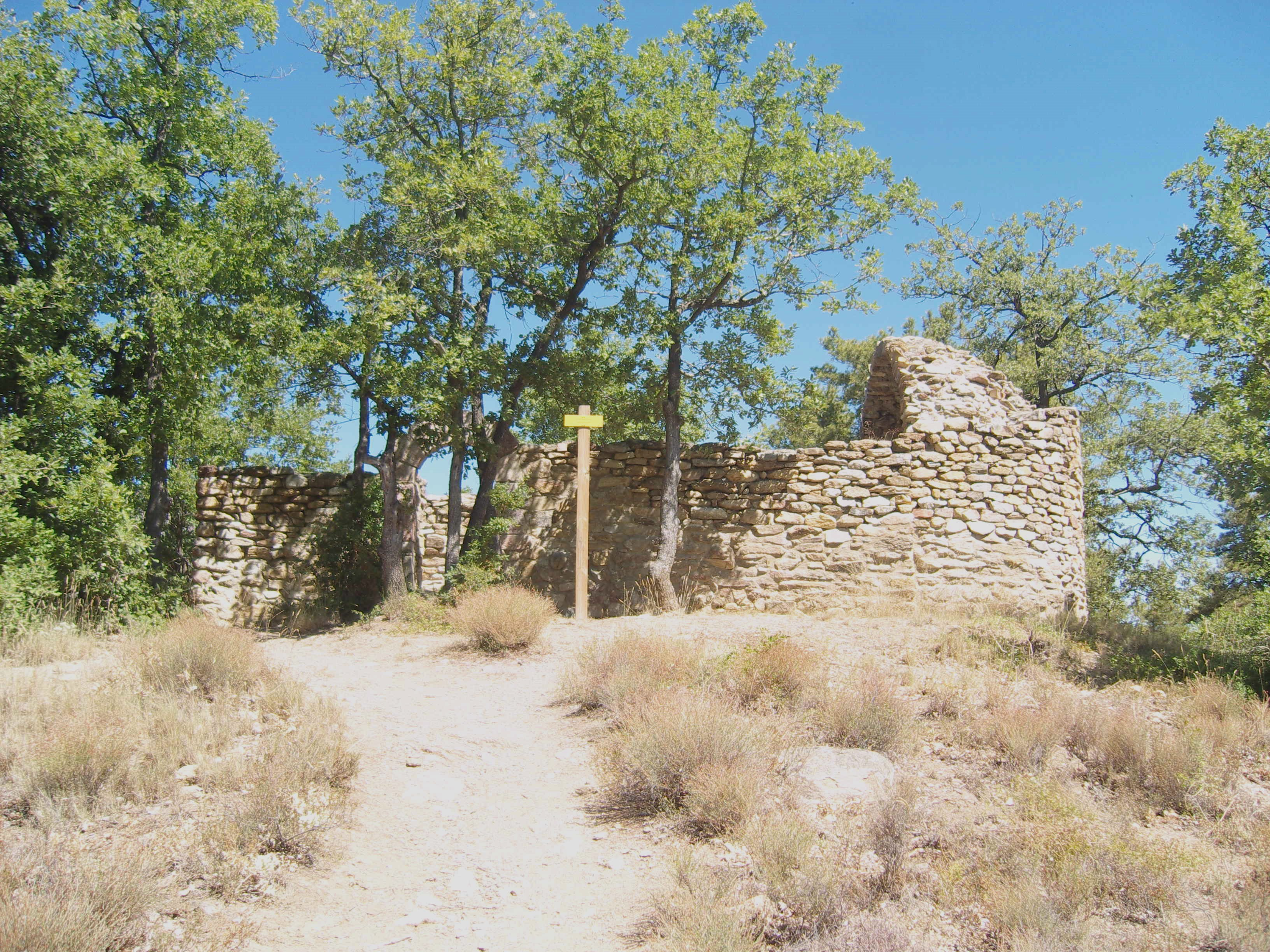
Sant Climent de la Serra